# 霧笛が俺を呼んでいる (赤木圭一郎の曲)
「霧笛が俺を呼んでいる」（むてきがおれをよんでいる）は、赤木圭一郎が、1960年に日本グラモフォンから発売したシングル盤レコード。B面は「男の怒りをぶちまけろ」。

## 解説
赤木は1960年2月公開の『拳銃無頼帖 抜き射ちの竜』以来、自ら映画主題歌を歌っているが、本曲も1960年に日活が製作した同名映画の主題歌として制作されている。また赤木の楽曲としては前作以前と比べて、かなりヒットした。
作詩は水木かおる、作曲は藤原秀行。
なお赤木圭一郎は『オールスター大行進』（1960年12月31日放送、TBSテレビ）という番組にて本曲を歌唱している
B面に収録された「男の怒りをぶちまけろ」も、赤木主演の同名映画の主題歌である。
「霧笛が俺を呼んでいる」は、後年、日活の後輩俳優であった渡哲也が自身のアルバムでカバーレコーディングしている。

## 収録曲
1. 霧笛が俺を呼んでいる
作詩：水木かおる／作曲・編曲：藤原秀行
  - フジテレビ系テレビアニメ「めぞん一刻」挿入歌（1986年・第36話）
2. 男の怒りをぶちまけろ
作詞：中川洋一＆滝田順／作曲・編曲：鏑木創